# Erweiterter Katastrophenschutz
Der erweiterte Katastrophenschutz war in Deutschland bis zum Jahr 1997 eine durch Bundesmittel finanzierte Erweiterung des allgemeinen Katastrophenschutzes. Er war Nachfolger des letztendlich nicht aufgestellten Zivilschutzkorps und des Luftschutzhilfsdienstes und diente dem Zivilschutz im Verteidigungsfall. Rechtsgrundlage war das „Gesetz zur Erweiterung des Katastrophenschutzes“ (KatSchErwG) von 1968. Vom Bund wurden spezielle Fahrzeuge und Ausrüstungsgegenstände finanziert, die hauptsächlich für die besonderen Einsätze im Verteidigungsfall konzipiert waren. Dieses Material wurde den Ländern zur Verteilung an die am Katastrophenschutz beteiligten Organisationen zur Verfügung gestellt.
Die Einsatzmittel des erweiterten Katastrophenschutzes durften auch zu Friedenszeiten im Katastrophenfall eingesetzt werden. Zum erweiterten Katastrophenschutz gehörten aufgrund des öffentlich-rechtlichen Charakters das Technische Hilfswerk, die Feuerwehr und das Bayerische Rote Kreuz, sowie die Hilfsorganisationen die nach Landesrecht im Katastrophenschutz mitwirkten. Ferner konnten von den Behörden Regieeinheiten gebildet werden.

## Fachdienste
Der erweiterte Katastrophenschutz gliederte sich in Fachdienste (in alphabetischer Reihenfolge):
- ABC-Dienst
- Bergungsdienst
- Betreuungsdienst
- Brandschutzdienst
- Fernmeldedienst
- Instandsetzungsdienst
- Sanitätsdienst
- Versorgungsdienst
- Veterinärdienst

Die später entstandenen Schnelleinsatzgruppen wie auch der DRK-Hilfszug gehörten nicht planmäßig zum erweiterten Katastrophenschutz.

## Freistellung vom Wehr- oder Zivildienst
Personen, die sich für den erweiterten Katastrophenschutz verpflichteten, wurden von der Wehr- bzw. Zivildienstpflicht freigestellt (§ 13a WPflG bzw. § 14 ZDG). Die Verpflichtungsdauer betrug lange 10 Jahre, sie wurde später stufenweise auf 8, 6 und zuletzt 4 Jahre reduziert. Der Dienst bei einer der Organisationen erfolgte neben der Berufstätigkeit, für bestimmte Ausbildungen und Einsätze wurde Verdienstausfall seitens des Bundes gezahlt.

## Auflösung des erweiterten Katastrophenschutzes
Der erweiterte Katastrophenschutz wurde durch Aufhebung der Rechtsgrundlage gemäß dem Gesetz zur Neuordnung des Zivilschutzes (ZSNeuOG) im Jahr 1997 aufgelöst. Lediglich die Vorschriften über die Rechtsstellung der Helfer gelten fort. Nach Aussetzung der Wehrpflicht wurden 2011 auch die Verpflichtungen für den Katastrophenschutz aufgehoben bzw. nicht mehr fortgeführt.